# Ottlik Ádám
Ottlik Ádám (1966. november 19. –) magyar színész.

## Életpályája
1966-ban született. 1985-ben érettségizett a Petőfi Sándor Gimnáziumban. 1988-1996 között a kaposvári Csiky Gergely Színház, 1996-2002 között a debreceni Csokonai Színház, 2002-2015 között a Pécsi Nemzeti Színház tagja volt. 2015-től a Budapesti Operettszínházban szerepelt. 2023-tól a Szegedi Nemzeti Színház tagja.

## Film és sorozatszerepei
- Hazatalálsz (2023) – Foltos Hiéna

## Díjai és kitüntetései
- Szendrő József-díj (2010)[7][8]